# Resolution 1705 des UN-Sicherheitsrates
Die Resolution 1705 des UN-Sicherheitsrates ist eine Resolution zum Internationalen Strafgerichtshof für Ruanda, die der Sicherheitsrat der Vereinten Nationen am 29. August 2006 auf seiner 5518. Sitzung einstimmig angenommen hat. 
Mit der Resolution wurde die Amtszeit der ugandischen Richterin Solomy Balungi Bossa ad litem solange verlängert, bis der Fall Butare abgeschlossen ist. Der Präsident hatte festgestellt, dass das Verfahren voraussichtlich über das geplante Ende der Amtszeit von Richterin Bossa am 24. Juni 2007 hinaus andauern wird. Mit der Entscheidung wird Article 12 ter der Statuten des Internationalen Tribunals für Ruanda überstimmt und Bossa erlaubt, die Amtsdauer, für die sie in ihr Amt ernannt wurde, zu überschreiten.
Die Maßnahme wurde vom Generalsekretär der Vereinten Nationen vorgeschlagen. (Der Sicherheitsrat entschied in seiner späteren Resolution 1717 über die Verlängerung der Amtszeit von elf weiteren Richtern.)